# Mongolia Juniors 2019
Das Mongolia Juniors 2019 als bedeutendstes internationales Nachwuchsturnier von Mongolei im Badminton fand vom 18. bis zum 23. Juni 2019 im National Sport Center der Mongolian Badminton Association in Ulaanbaatar statt.

## Sieger und Platzierte
| Disziplin    | Gold                         | Silber                                      | Bronze                                    |
| ------------ | ---------------------------- | ------------------------------------------- | ----------------------------------------- |
| Herreneinzel | Su Li-yang                   | Yu Sheng-po                                 | Kao Hong-En                               |
| Herreneinzel | Su Li-yang                   | Yu Sheng-po                                 | Ting Hock Yu                              |
| Dameneinzel  | Benyapa Aimsaard             | Pornpicha Choeikeewong                      | Hung En-tzu                               |
| Dameneinzel  | Benyapa Aimsaard             | Pornpicha Choeikeewong                      | Vaishnavi Reddy Jakka                     |
| Herrendoppel | Wei Chun-wei Wu Guan-xun     | Tanadon Punpanich Sirawit Sothon            | Thanawin Madee Ratchapol Makkasasithorn   |
| Herrendoppel | Wei Chun-wei Wu Guan-xun     | Tanadon Punpanich Sirawit Sothon            | Howin Wong Jia Hao Aaron Yong Chuan Shen  |
| Damendoppel  | Lai Tzu-Yu Wang Xin-Yu       | Pornpicha Choeikeewong Pornnicha Suwatnodom | Jiang Pin-yue Ting Ya-yun                 |
| Damendoppel  | Lai Tzu-Yu Wang Xin-Yu       | Pornpicha Choeikeewong Pornnicha Suwatnodom | Hsieh Chih-Ying Li Tzu-Pei                |
| Mixed        | Chiang Chien-wei Wang Xin-Yu | Sirawit Sothon Pornnicha Suwatnodom         | Ratchapol Makkasasithorn Benyapa Aimsaard |
| Mixed        | Chiang Chien-wei Wang Xin-Yu | Sirawit Sothon Pornnicha Suwatnodom         | Aaron Yong Chuan Shen Nur Insyirah Khan   |